# Nghe lén

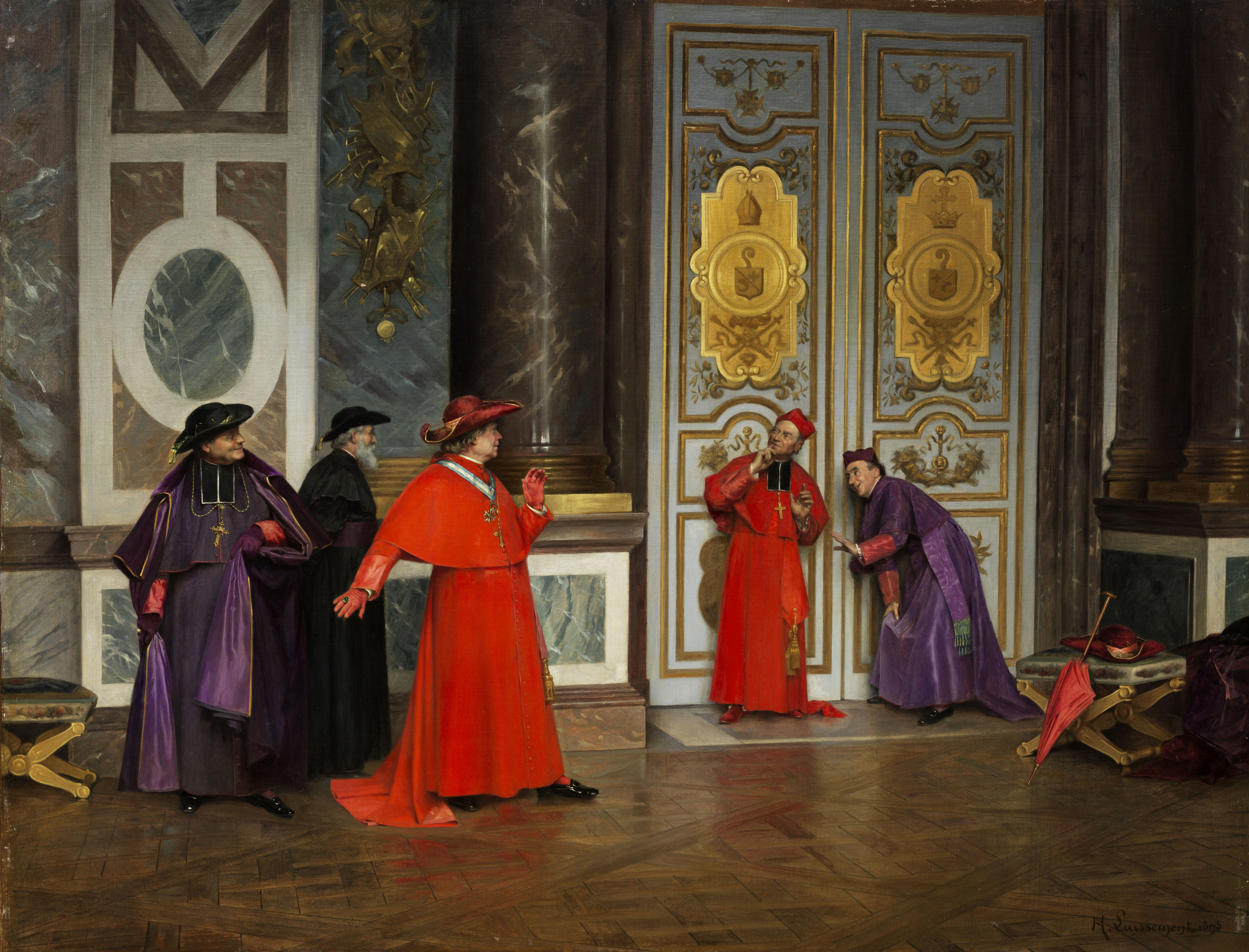
Hồng y nghe lén ở Vatican. Một bức tranh của Henri Adolphe Laissement, 1895

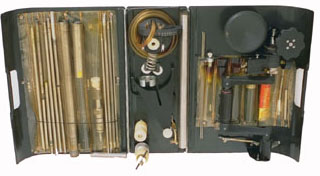
Máy khoan âm thanh quay tay "Belly-buster", được sử dụng vào cuối những năm 1950 và đầu những năm 1960 để khoan lỗ vào khối xây để cấy ghép các thiết bị âm thanh

Nghe trộm là hành động bí mật hoặc lén lút nghe cuộc hội thoại riêng tư hoặc trao đổi thông tin của người khác mà không có sự đồng ý của họ. Hành động này được coi là phi đạo đức, và trong nhiều trường hợp pháp lý được xem là bất hợp pháp.

## Từ nguyên
Động từ nghe lén là một sự hình thành từ danh từ kẻ nghe trộm ("một người nghe lén"), được hình thành từ danh từ nghe lén liên quan ("nước nhỏ giọt từ mái hiên của một ngôi nhà; mặt đất mà nước rơi xuống").
Kẻ nghe trộm là người sẽ sẵn sàng treo mình ở mái hiên bên ngoài của một tòa nhà để nghe những gì được nói bên trong. Các bộ phim tài liệu của PBS bên trong Tòa án Henry VIII (ngày 8 tháng 4 năm 2015)  và Bí mật của Cung điện Henry VIII (ngày 30 tháng 6 năm 2013) bao gồm các phân đoạn hiển thị và thảo luận về "sự nghe lén", hình chạm khắc bằng gỗ mà Henry VIII đã dựng lên mái hiên (nhô ra các cạnh của dầm trên trần nhà) của Hampton Court để ngăn chặn những tin đồn hoặc sự bất đồng không mong muốn từ những mong ước và luật lệ của nhà vua, đối với sự hoang tưởng và sợ hãi,  và chứng minh rằng mọi thứ đều được nghe thấy; theo nghĩa đen, rằng các bức tường có tai (có thể hiểu theo tiếng Việt là tai mắt ở khắp mọi nơi).

## Kỹ thuật
Các vectơ nghe trộm bao gồm các đường dây điện thoại, mạng di động, email và các phương thức nhắn tin tức thời riêng tư khác. Phần mềm truyền thông VoIP cũng dễ bị nghe lén điện tử thông qua những sự lây lan như trojan.

## Tấn công mạng
Nghe trộm trên mạng là một cuộc tấn công trên mạng mà tập trung vào việc chiếm lấy các gói tin nhỏ từ mạng lưới truyền đi bởi các máy tính khác và đọc nội dung dữ liệu trong tìm kiếm của bất kỳ loại thông tin nào. Kiểu tấn công mạng này thường là một trong những cách hiệu quả nhất vì việc mã hóa không được áp dụng nhiều. Nó cũng được liên kết với bộ sưu tập siêu dữ liệu. Những người thực hiện kiểu tấn công này thường là tin tặc mũ đen; tuy nhiên, các cơ quan chính phủ, chẳng hạn như Cơ quan An ninh Quốc gia, cũng đã được kết nối.